# 秦應驄
秦應驄（1539年—？），字行之，號獅峯，浙江寧波府慈谿縣人，民籍，明朝政治人物。

## 生平
嘉靖四十年（1561年）辛酉科浙江鄉試第七名，萬曆二年（1574年）甲戌科會試第六十名，登三甲第一百六十三名進士。授江都縣知縣，升韶州府同知。

## 家族
曾祖秦炫；祖父秦垔；父秦鍠。母李氏。具庆下。弟秦應鸑（贡士）。